# Семейка (Ханты-Мансийский автономный округ)
Семейка — упразднённая деревня в России, находится в Ханты-Мансийском районе, Ханты-Мансийского автономного округа — Югры. Входит в состав Сельского поселения Цингалы.

## История
Путешественником и естествоиспытателем Г.Ф. Миллером в 1740-е гг. в его трудах об истории Сибири упомянуты Семейкины юрты: 
Семейкины юрты, по-остяцки Iudschang-pugl, на западном берегу [Иртыша] в 12 верстах от Сотниковых юрт. Имеет 5 юрт Нарымской волости.
Упразднена законом Ханты-Мансийского автономного округа — Югры от 9 декабря 2015 года № 129-оз «Об изменениях административно-территориального устройства Ханты-Мансийского автономного округа — Югры и о внесении изменений в отдельные законы Ханты-Мансийского автономного округа — Югры» в связи с отсутствием в ней постоянно проживающего населения.

## Статистика населения
| 1989 | 2002 | 2010 |
| ---- | ---- | ---- |
| 46   | ↘35  | ↘1   |

## Климат
Климат резко континентальный, зима суровая, с сильными ветрами и метелями, продолжающаяся семь месяцев. Лето относительно тёплое, но быстротечное.